# Nyctemera aolaensis
Nyctemera aolaensis là một loài bướm đêm thuộc phân họ Arctiinae, họ Erebidae.